# Юдин, Дмитрий Андреевич (хоккеист)
Дми́трий Андре́евич Ю́дин (род. 31 июля 1995, Нижний Тагил, Свердловская область) — российский хоккеист, Мастер спорта России (2021).

## Биография
Родился 31 июля 1995 года в Нижнем Тагиле. В возрасте трёх лет родители отдали его в хоккейную школу нижнетагильского клуба «Спутник». Изначально играл на позиции нападающего, а позже стал игроком обороны.
В 2012 году был выбран на Ярмарке юниоров КХЛ 2012 клубом «Югра» под 10-м номером. В сезоне 2012/13 начал выступление в МХЛ за хоккейный клуб «Мамонты Югры». В октябре 2012 года права на игрока были обменяны в СКА, и Юдин стал игроком «СКА-1946», за который периодически играл с 2012 по 2016 годы.
Дебютировал в КХЛ за СКА 13 октября 2013 года в матче с «Адмиралом», результативными действиями не отметился. В составе СКА становился обладателем Кубка Гагарина 2015 и Кубка Гагарина 2017. Периодически играл за фарм-клуб «ВМФ-Карелия».
В июне 2017 года был обменян в московский «Спартак» на денежную компенсацию. Контракт с игроком был рассчитан на два сезона. Провёл за клуб один сезон, сыграл 45 матчей, набрал 11 (3+8) очков.
В сентябре 2018 года был обменян в «Ак Барс» на права на Ярослава Косова. В ноябре 2023 года продлил контракт с казанским клубом до конца сезона 2025/26.
В декабре 2024 года был обменян в СКА на защитника Степана Фальковского. 25 июля 2025 года был обменян в «Салават Юлаев»

## Вне хоккея
Троюродный брат хоккеиста Вадима Хлопотова.

## Статистика выступлений
| Легенда | Легенда                    | Легенда | Легенда                   | Легенда | Легенда    |
| ------- | -------------------------- | ------- | ------------------------- | ------- | ---------- |
| И       | Количество проведённых игр | Штр     | Штрафное время            | +/−     | Плюс-минус |
| Г       | Голы                       | П       | Голевые передачи          | О       | Очки       |
| -       | Статистика неизвестна      | —       | Статистика не учитывалась |         |            |

## Достижения

### Командные
КХЛ
| Год        | Команда | Достижение                    |
| ---------- | ------- | ----------------------------- |
| 2015, 2017 | СКА     | Обладатель Кубка Гагарина (2) |

Международные
| Год  | Команда         | Достижение                                    |
| ---- | --------------- | --------------------------------------------- |
| 2013 | Россия (юниор.) | Победитель Турнира пяти наций                 |
| 2014 | Россия (мол.)   | Победитель Subway Super Series                |
| 2015 | Россия (мол.)   | Серебряный призёр молодёжного чемпионата мира |